# Першотравнева сільська рада (Чорнобаївський район)
Першотравне́ва сільська́ ра́да — адміністративно-територіальна одиниця та орган місцевого самоврядування в Чорнобаївському районі Черкаської області. Адміністративний центр — село Першотравневе.

## Загальні відомості
- Населення ради: 445 осіб (станом на 2001 рік)

## Населені пункти
Сільській раді підпорядковані населені пункти:
- с. Першотравневе

## Склад ради
Рада складається з 12 депутатів та голови.
- Голова ради: Душка Валентина Миколаївна
- Секретар ради: Ганьба Надія Андріївна

### Керівний склад попередніх скликань
| Прізвище, ім'я, по батькові       | Основні відомості                                                                       | Дата обрання | Дата звільнення |
| --------------------------------- | --------------------------------------------------------------------------------------- | ------------ | --------------- |
| Москаленко Володимир Анатолійович | Сільський голова, 1958 року народження, член Української Народної Партії                | 26.03.2006   | 31.10.2010      |
| Душка Валентина Миколаївна        | Сільський голова, 1967 року народження, освіта середня спеціальна, член Партії регіонів | 31.10.2010   |                 |

Примітка: таблиця складена за даними сайту Верховної Ради України

### Депутати
За результатами місцевих виборів 2010 року депутатами ради стали:

#### За суб'єктами висування
| Суб'єкт висування         | Кількість обраних депутатів | %    |
| ------------------------- | --------------------------- | ---- |
| Партія регіонів           | 10                          | 83,3 |
| Українська Народна Партія | 2                           | 16,7 |

#### За округами
| № округу                  | Прізвище, ім'я, по батькові | Дата визнання обраним | Освіта             | Партійна приналежність           | Відомості про обраного депутата                 |
| ------------------------- | --------------------------- | --------------------- | ------------------ | -------------------------------- | ----------------------------------------------- |
| Партія регіонів           |                             |                       |                    |                                  |                                                 |
| 1                         | Танцюра Григорій Юрійович   | 02.11.2010            | середня спеціальна | член Партії регіонів             | СТОВ «Першотравневе», водій                     |
| 2                         | Ганьба Надія Андріївна      | 02.11.2010            | середня спеціальна | член Партії регіонів             | тимчасово не працює                             |
| 3                         | Лелюх Ганна Трохимівна      | 02.11.2010            | середня спеціальна | член Партії регіонів             | пенсіонер                                       |
| 6                         | Зубалій Олександр Федорович | 02.11.2010            | середня спеціальна | член Партії регіонів             | приватне підприємство, робітник                 |
| 7                         | Петренко Тетяна Василівна   | 02.11.2010            | середня спеціальна | член Партії регіонів             | тимчасово не працює                             |
| 8                         | Олексієнко Віра Іванівна    | 02.11.2010            | середня спеціальна | член Партії регіонів             | пенсіонер                                       |
| 9                         | Баран Марина Василівна      | 02.11.2010            | середня            | член Партії регіонів             | Першотравневий НВК, кухар                       |
| 10                        | Орлова Ольга Василівна      | 02.11.2010            | середня            | член Партії регіонів             | СТОВ «Першотравневе», оператор машинного доїння |
| 11                        | Демиденко Олег Петрович     | 02.11.2010            | середня            | член Партії регіонів             | СТОВ «Першотравневе», різноробочий              |
| 12                        | Кальчук Наталія Василівна   | 02.11.2010            | середня спеціальна | член Партії регіонів             | СТОВ «Першотравневе», оператор машинного доїння |
| Українська Народна Партія |                             |                       |                    |                                  |                                                 |
| 4                         | Гусак Олексій Михайлович    | 02.11.2010            | середня спеціальна | член Української Народної Партії | Першотравневий НВК, сторож                      |
| 5                         | Дейнеко Тетяна Іванівна     | 02.11.2010            | середня спеціальна | член Української Народної Партії | приватний підприємець                           |